# Кутки (Воронежская область)
Кутки — село в Грибановском районе Воронежской области.
Административный центр Кутковского сельского поселения.

## Население
| 1859 | 1897 | 2010 |
| ---- | ---- | ---- |
| 909  | ↗954 | ↘470 |

## Улицы
| - ул. Административная, - ул. Заводская, - ул. Колхозная, - ул. Лесная, | - ул. Набережная, - ул. Советская, - ул. Центральная. |